# غشائية متطاولة
غشائية متطاولة (بالإنجليزية: Hymenobacter elongatus)‏ هي نوع من البكتيريا، سلبية الغرام، تتبع الغشائية.